# ジェフグルメカード
全国共通お食事券ジェフグルメカード（ぜんこくきょうつうおしょくじけんジェフグルメカード）は、株式会社ジェフグルメカードが発行している商品券である。

## 概要
外食産業の業界団体である日本フードサービス協会を母体に、加盟各社の出資により1992年に設立された株式会社ジェフグルメカードが発行する。
主に加盟店にて飲食代金の支払いに使われ、その発行枚数や利用可能店舗の多さなど、外食業界で最大規模を誇るお食事券である。2010年での利用可能店は30,000店舗、2010年度の発行枚数は1500万枚である。
額面は500円券の一種類のみで、有効期限は設けられていない。また、額面と販売価格が一致していて釣銭が出る。
全国百貨店共通商品券、信販系ギフトカード、クオカード、図書券、および、図書カード、オレンジカード、切手、および、はがき、収入印紙等、他の大手金券と比較して需給バランスにおいて供給量の方が大きく、金券ショップでの取引価格は通常、それらよりも低価に設定されている。
株主優待としてジェフグルメカードを謹呈している企業がいくつかある。

## 主な利用できる飲食店
ジェフグルメカードのウェブサイト内にある使えるお店検索から地域や業種ごとに検索することができる。
- RDCグループ（「がってん寿司」「承知の助」「こだわりとんかつ かつ敏」など）
- 安楽亭
- 大戸屋
- オリジン弁当
- カレーハウスCoCo壱番屋（「パスタ・デ・ココ」でも使用可）
- 木曽路
- ケンタッキーフライドチキン（一部利用できない店舗あり）
- ココス
- 小僧寿し
- サーティワンアイスクリーム（一部利用できない店舗あり）
- シェーキーズ
- ジョリーパスタ
- ジョイフル
- 四六時中
- すかいらーくグループ（「ガスト」・ジョナサン・「グラッチェガーデンズ」・「バーミヤン」・「藍屋」・「夢庵」でも使用可）
- ステーキのどん
- 西武百貨店（レストラン街）
- ストロベリーコーンズ（宅配ピザ。「ナポリの窯」でも使用可）
- そごう（レストラン街）
- 中華東秀
- ダイヤモンドダイニンググループ
- デニーズ
- 天丼てんや（御徒町店、東京競馬場店、上里SA店以外の全店）
- 東急百貨店（レストラン街）
- 東京ソラマチ （2階フードマルシェ、3階ソラマチ タベテラス、6階・7階ソラマチダイニング、30階・31階ソラマチダイニング スカイツリービュー）
- 東和フードサービス グループ（「椿屋珈琲」・「ツバキcafe」・「Ducky Duck」・「イタリアンダイニングDoNA」・「こてがえし」）[1][2]
- 南部家敷（岩手県を拠点に宮城県・秋田県・山形県で展開する、和食のファミリーレストラン）
- 日本海庄や（大庄グループ）
- 熱烈中華食堂 日高屋
- 華屋与兵衛
- パルコ（レストラン街）
- ビッグエコー（一部適用外の店舗あり）
- ビッグボーイ
- 福しん
- 不二家レストラン
- メヒコ
- モスバーガー
- 物語コーポレーション（丸源ラーメン、焼肉きんぐ、しゃぶしゃぶ ゆず庵、お好み焼き本舗）
- モンテローザグループ（「白木屋」・「魚民」・「笑笑」など）
- 焼肉屋さかい
- 揚州商人（目黒に本店を置き、都内・埼玉県・千葉県・神奈川県で展開する、刀切麺[3]と中華料理のラーメン店チェーン）
- 吉野家
- ラケル
- リンガーハット（「とんかつ浜勝」でも使用可）
- ロイヤルホスト（「シズラー」でも使用可）

## 過去に利用できた飲食店
- CASA（2021年10月29日、当時の運営会社だったアンドモワの経営破綻により事業停止）[4]
- 海鮮三崎港（現在は「回転寿司みさき」にリニューアル。2022年5月31日を以って終了）
- ドミノピザ（2022年5月31日を以って終了）
- なか卯（2008年7月31日を以って終了）
- ペッパーランチ（2023年7月31日を以って終了）[5]
- 松屋フーズ（2016年12月31日を以って終了）

## 主な販売店（一般売場）
ジェフグルメカードのウェブサイト内の買えるお店検索で地域ごとの販売店を地図表示で検索することができる。百貨店では全国百貨店共通商品券でも購入可能。
- 上野松坂屋（商品券売場）
- 西武百貨店（商品券売場）[6]
- そごう（商品券売場）[6]
- 大丸東京店（商品券売場）
- 博多大丸（商品券売場）
- プランタン銀座（商品券売場）
- 髙島屋（新宿店）
- 小田急百貨店（新宿店）
- 遠鉄百貨店（プレイガイド）
- 名鉄百貨店本店（商品券売場）
- 鶴屋百貨店（商品券売場）
- リウボウ（商品券売場）
- ダイエー（全国約100店舗）
- マルエツ（全国約70店舗）
- チケットポート（浜松町店・渋谷店・池袋店・銀座店・吉祥寺店・大宮店）
- 日本旅行（全国支店約200ヶ所）
- 日旅サービス（全国支店約100ヶ所）
- 東武トップツアーズ（全国支店）
- 名鉄観光サービス（全国支店約130ヶ所）

## 主な販売店（加盟店売場）
- すかいらーく[7]
- ガスト[7]
- ケンタッキーフライドチキン
- モスバーガー
- ジョナサン
- 木曽路
- ココス
- 和食さと

## ウェブ漫画
ジェフグルメカードのウェブサイト上で、ちーぱかによるジェフグルメカードと外食をテーマにした漫画『おそとでごはん 〜外食は楽しい〜』が掲載されている。全4話。
漫画を基にしたウェブアニメも同時公開されている。
| 話数  | タイトル           | 配信日         |
| ----- | ------------------ | -------------- |
| 第1話 | はじめまして       | 2019年04月15日 |
| 第2話 | べんりのだいしょう | 2019年09月27日 |
| 第3話 | おあしす           | 2021年06月03日 |
| 第4話 | またいっしょにね   | 2021年07月16日 |

ウェブアニメ版キャスト
- 球菜：林奏絵
- 心太：広江美奈
- パパ：藤田健彦